# Walder Wyss
Walder Wyss ist eine der grössten Schweizer Anwaltskanzleien für Wirtschaftsrecht. 

## Geschichte
Die Kanzlei wurde 1972 in Zürich durch Ernst Walder, Hans B. Wyss und Paul Maier als „Walder Wyss & Maier“ gegründet. Ab 1985, nach dem Ausscheiden des Gründungspartners Paul Maier und dem Eintritt zusätzlicher Partner unter dem Namen „Walder Wyss & Partner“, entwickelte sich die Kanzlei rasch zu einer schnell wachsenden, aber nach wie vor lokalen Kraft in der Schweizer Rechtsbranche.
Heute beschäftigt die Kanzlei an ihren Standorten Zürich, Genf, Basel, Bern, Lausanne und Lugano über 250 Rechtsanwälte und Juristen.
Das Schweizer Wirtschaftsmagazin Bilanz hat Walder Wyss im Jahr 2017, 2018, 2019, 2020, 2021 und 2022 als eine der besten Anwaltskanzleien der Schweiz ausgezeichnet. Im Jahr 2022 ist Walder Wyss in 31 Rechtsgebieten bzw. Branchen gemäss Bilanz Anwaltskanzlei Ranking führend.